# Inmigración rusa en Estonia

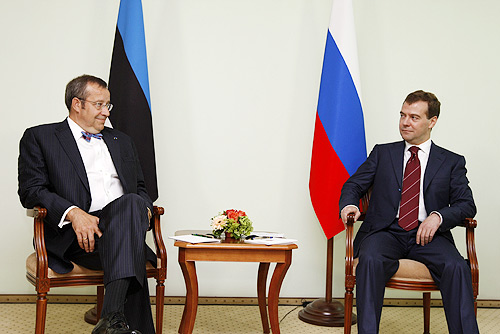
Encuentro entre los entonces presidentes de Estonia y Rusia (Toomas Hendrik Ilves y Dmitri Medvédev, respectivamente) en 2008.

Los rusos en Estonia son una significativa minoría étnica. En 2009 constituían más del 25% de la población total del país, aunque sólo el 15% hablaba ruso de manera habitual. Desde 1991, las cuestiones vinculadas al acceso a la ciudadanía y la exigencia de comprender el estonio han generado sucesivas crisis entre la minoría y el gobierno de Tallin, así como también tensiones diplomáticas con Rusia.

## La cuestión de la ciudadanía
Tras la disolución de la URSS y la independencia de Estonia, consumada en 1992, las autoridades estonias restablecieron la ley de ciudadanía vigente en 1938. Esta ley está basada en el principio de consanguinidad (ius sanguinis) y garantizaba la ciudadanía estonia a todos los que ya la tenían hasta el 16 de junio de 1940 y a sus descendientes (véase Ocupación de las repúblicas bálticas). Debido a esta exigencia, miles de personas de origen ruso nacidas en Estonia quedaron marginadas y se convirtieron en "no-ciudadanos".
A pesar de las críticas venidas desde Rusia hacia esta política, Estonia mantuvo esta política (muy similar a la que también adoptaron Letonia y Lituania respecto a sus propias minorías rusas) y dispuso un proceso de naturalización que exigía un conocimiento del idioma estonio, además de un mínimo de 5 años de residencia en el país.

## La cuestión del idioma
Según la legislación estonia, para acceder a la ciudadanía el aspirante debe tener un alto nivel de manejo del idioma que le permita "tener comprensión auditiva de textos de la vida diaria como telenoticias, comunicados y declaraciones; ser capaz de sostener una conversación sobre algún tema como la familia, el trabajo, actividades de esparcimiento y compras; poder leer y hacer un pequeño resumen de un comunicado, noticiero,artículo periodístico o reglamento; poder completar ejercicios simples por escrito tales como llenar solicitudes, formular un curriculum vitae, escribir una dirección en un sobre, llenar una solicitud de empleo o escolar, escribir una carta de autorización y llenar formularios convencionales".

## Relaciones con Rusia
La cuestión de los "no-ciudadanos" ha sido una fuente continua de conflictos entre Rusia y Estonia. En 1994, el Gobierno ruso criticó el hecho de que cientos de miles de personas de las tres repúblicas bálticas estuvieran privadas de su derecho al voto. Autoridades diplomáticas rusas calificaron como "vergonzosa" la situación. Por ese motivo, Moscú concedió la ciudadanía rusa a muchos ciudadanos que en Estonia tenían "pasaporte gris".